# Los Fastidios
Los Fastidios é uma banda de streetpunk/oi! que mescla em sua música outros ritmos ligados às culturas skinhead e punk, como o ska, o ska punk e o skinhead reggae. Formada em Verona, Italia em 1991, atualmente somente um dos membros originais permanece na banda.
Suas letras da banda falam aspectos da vida comum e da cultura skinhead, futebol, scooters, entre outros. Como a banda é identificada com as têndencias da cultura skinhead voltadas ao anti-racismo (SHARP) e às políticas de esquerdas (RASH), suas letras também falam sobre igualdade, socialismo e a luta contra formas de discriminação como o racismo e a homofobia, além da defesa dos direitos dos animais.

## História
A banda é formada no final de 1991, liderada por Enrico de Angelis ( que também é o fundador do selo italiano KOB Records). Em 1992, gravam uma demo-tape e se afirmam na cena européia com a gravação de seu primeiro EP "Birra, Oi! e Divertimento", que se esgotou em poucos meses e que rendeu uma grande quantidade de bons comentários na Itália e no exterior.
Em Outubro de 1995, após a gravação de seu segundo EP "Banana e Scarponi", Seby (guitarrista) e Mendez (baixista) que tocavam na banda de punk rock de Vicenza, Derozer, se juntam à banda. Em 1996, a banda continua em ascensão dentro da cena streetpunk italiana e européia, graças ao álbum de estréia Hasta la Baldoria (um split-LP com a banda F.F.D., de Parma). Em 1997, a banda lança o EP "Oi! Gio'" e toca em vários shows pela Itália e Europa.
Em Setembro de 1998, lançam seu segundo álbum Contiamo Su Di Voi! pela KOB Records em associação com o selo alemão Mad Butcher Records e o selo polonês Rock'n'Roller. Em menos de três anos, Contiamo Su Di Voi! vendeu mais de 8000 cópias.
Em 2000, lançam dois singles, "Radio Boots" em Janeiro e "Fetter Skinhead" em Abril, esse último saiu como um split com a banda alemã Stage Bottles, da qual o saxofonista Olaf havia feito uma participação especial em uma música do Los Fastidios. Durante a Fastidios' European tour, Olaf era presença permanente no palco.
Em 2001, foi lançada a coletânea 1991 - 2001, Ten Years Tatooed on my Heart, em homenagem aos dez anos de atividade da banda e inclui todos os singles da banda, faixas tiradas de compilações e duas músicas ao vivo. Quase que simultâneamente, uma importante mudança de formação ocorre com a entrada de membros das bandas de Padova Oversight e Inerdzia. Essa formação conta com Paolino (guitarra e vocais), Lippo (guitarra e vocais), Elena (baixo e vocais) e Giacomo "La Zia" (bateria e vocais), permanecendo Enrico nos vocais.
Em 2002, a banda inicia uma grande turnê italiana e europeia, com mais de 60 shows em alguns meses, e gravam o primeiro videoclipe oficial da música "Rabbia Dentro il Coure", que começa a rodar nos canais de vídeo.
Em Março de 2003, entram na banda Denni (guitarra e vocais) e Alvise (baixo e vovais), no lugar de Flippo e Elena. Em Maio, lançam o single "Ora Basta!" com quatro novas faixas, incluindo o cover da música "Partisan" da banda francesa Brigada Flores Magon, e dois videoclipes: "Rabbia Dentro il Cuore" e "Animal Liberation".
Em Agosto do mesmo ano, o documentário Skinhead Attitude do diretor suíço Daniel Schweizer é apresentado no festival de filmes de Locarno. Nesse documentário sobre a cena skinhead anti-racista internacional, estão imagens ao vivo gravadas em Cracóvia na Polônia e Geneve e uma entrevista com os Los Fastidios, além de outras bandas e músicos como Laurel Aitken, Bad Manners, Roddy Moreno e The Oppressed, Jimmy Pursey, entre outros. O álbum com a trilha sonora do documentário, lançada pelo selo alemão Diggle Records, contém duas músicas da banda.
Em Setembro de 2003, tocam no mais importante festival punk italiano, o Independent Day Festival em Bolonha, dividindo o palco com Rancid, The Cramps, Radio Birdman, Landwagon, Mad Caddies, entre outros. Em setembro, o selo argentino AMP Records lança uma coletânea, La Verdadera Fuerza de la Calle, com o melhor da banda que é distribuído na América do Sul. A coletânea contém quatro músicas de cada álbum, duas músicas do EP "Ora Basta!" e quatro músicas ao vivo. O mesmo álbum é lançado na Polônia com o título diferente, Prawdziwa Sila Ulicy, pela Jimmy Jazz Records e distribuído por toda a Europa Oriental. Em Outubro participam pela terceira vez do Antiracist Festival em Geneve, e em Novembro participam do festival itinerante Kontro Ogni Barriera, pelos cinco anos do selo KOB Records.  Em Dezembro tocam no fesival Punk & Disorderly em Berlim, um dos mais importantes festivais de música punk da Europa, com Discharge, Last Resort, entre outras.
No mesmo mês iniciam à gravar o álbum Siempre Contra, que é lançado em 31 de Janeiro de 2004, que é produzido pela KOB Records em colaboração com a Mad Butcher Records e a Jimmy Jazz Records.
Em Fevereiro de 2004, iniciam uma nova turnê européia, excursionando por toda a Europa. Em Maio lançam o videoclipe da música "Johnny and the Queer Bootboys", do álbum Siempre Contra, que é exibido nos canais de música italianos. Em 28 de Novembro, a banda recebe no Encontro de Selos Independentes em Faenza, Italia, o reconhecimento pelo seu engajamento social.

## Discografia

### Álbuns de estúdio
- Hasta la Baldoria (split com F.F.D., Skooter Rekords, 1996)
- Contiamo Su Di Voi! (KOB Records, 1998)
- Guardo Avanti (KOB Records, 2001)
- Siempre Contra (KOB Records, 2004)
- Rebels 'N' Revels (KOB Records, 2006)
- All'Arrembaggio (Mad Butcher Records, 2009)

### Álbuns ao vivo
- Sopra e Sotto il Palco (Live '04) (KOB Records, 2005)
- Anejo 16 Anos (CD, KOB Records / Mad Butcher Records, 2007)

### Coletâneas
- 1991 - 2001: Ten Years Tattooed on My Heart (CD, KOB Records, 2001)
- La Verdadera Fuerza de la Calle (CD, Amp Records, 2003)
- Prawdziwa Sila Ulicy (CD, Jimmy Jazz, 2003)

### Singles e EPs
- "Birra, Oi! e Divertimento" (7" EP, Skooter Rekords, 1994)
- "Banana e Scarponi" (7" EP, Skooter Rekords, 1995)
- "Oi! Gio'" (7" EP, Skooter Rekords, 1997)
- "Radio Boots" (KOB Records, 2000)
- "Fetter Skinhead" (split com Stage Bottles, KOB Records, 2000)
- "Ora Basta!" (EP, KOB Records, 2003)

### Compilações
- Oi! Against Silvio (CD, Having a Laugh Records, 1994)
- Punk Rock Makes the World Go Round (CD, Teenage Rebels Records, 1997)
- When the Punks & Skins Go Marching In ... vol. 2 (LP, Red Rossetten Records, 1997)
- Class Pride World Wide (CD, Insurgence Records, 2000)
- Punk Rawk Explosion, vol. 7 (CD, Punk Rawk, 2002)
- Music for the Terraces (DCD, Baff / Mad Butcher, 2003)
- Boots on the Streets (CD, Neuro Empire, 2003)
- Skinhead Attitude (CD, Diggle Records, 2004)
- Punk Rawk Explosion, vol. 15 (CD, Punk Rawk, 2004)
- Gemeinsam Gegen Rechts - Die Rote Schulhof CD (CD, Mad Butcher Records, 2007)
- Music Of The Streets - Vol. 1 (CD, Space Rebel Records, 2007)
- Diffidati Con Noi (CD,  Diffidati Records, 2009)
- Bundeswehrfreie Zone - Keine Menschen, Keinen Cent Für Ihren Krieg (CD, Mad Butcher Records, 2010)

## Videografia

### DVDs
- On The Road....Siempre Tour! (KOB Records, 2005)
- KOB Vs. Mad Bucther Vol. 4: The DVD (KOB Records / Mad Butcher Records, 2007)

### Videoclipes
- "Rabbia Dentro il Cuore" (2002)
- "Animal Liberation" (Maio de 2003)
- "Johnny and the Queer Bootboys" (Fevereiro de 2004)